# زرآوندیان
زرآوندیان (Aristolochiaceae) تیره‌ای از زرآوندسانان (Aristolochiales) چندساله است. گونه‌های این تیره برگ‌هایی متناوب و قاعده‌ای قلبی‌شکل دارند.
این تیره جزو تیره‌های نزدیک به اسفناجیان است گل‌هایش ارغوانی یا صورتی و برگهایش بی‌دندانه و ریز و ریشه‌اش کلفت و میوه‌اش کروی است. در قدیم به زرآوند، زهر زمین و ارسطولوخیا هم گقته می‌شد. به اصفهانی به زرآوند نخود الوندی می‌گویند.